# Kärnisomer
En kärnisomer, även kallad nukleär isomer, är en av två eller flera nuklider med samma atomnummer och samma masstal men med olika energi och olika sönderfallsegenskaper.

## Historik
Den brittiske kemisten Frederick Soddy framkastade 1917 hypotesen att atomkärnor kunde inta relativt långlivade exciterade tillstånd. 1921 upptäckte den tyske kemisten Otto Hahn ett sådant par av nuklider, 234Pa och 234mPa. Grundämnet Protaktinium med 234 nukleoner (91 protoner + 143 neutroner) kan alltså finnas i ett grundtillstånd och ett metastabilt exciterat tillstånd, 234mPa, därav bokstaven m. Det var troligen den sovjetisk-amerikanske fysikern George Gamov som i en skrift 1934 skapade termen kärnisomer (nuclear isomer) för fenomenet, i analogi med begreppet kemisk isomeri. Med tiden fann man allt fler isomerer och att dessa kunde vara av olika slag. År 2016 förtecknade databasen NUBASE 1 318 isomerer med en halveringstid på minst 100 nanosekunder.

## Beskrivning
En atomkärna byggs upp av protoner och neutroner men dessa kan vara arrangerade på olika sätt i kärnan. Vissa arrangemang eller tillstånd är mer energirika än andra, de är alltså exciterade. De kan skapas vid kärnsönderfall där sönderfallsprodukten, dotterkärnan, ofta är exciterad. De kan också bildas när snabba partiklar från en partikelaccelerator kolliderar med atomkärnor. Alla tillstånd utom det med lägst energi, grundtillståndet, tenderar att vara mycket kortvariga. De övergår mycket snabbt – bråkdelen av en sekund – till tillstånd med lägre energi samtidigt som antingen gammastrålning avges från kärnan eller en elektron från atomens elektronskal stöts bort. Det finns dock undantag, metastabila och stabila tillstånd. Det är i dessa fall man talar om kärnisomerer, alltså olika varianter av samma nuklid.
Gränsen mellan instabila och metastabila tillstånd sätts ofta av praktiska skäl till en halveringstid av storleksordningen nanosekunder, men även andra gränsdragningar förekommer. Det finns i naturen ingen känd exciterad isomer som räknas som stabil om man undantar den ovanliga varianten av tantal 180mTa. Dess halveringstid har teoretiskt beräknats till längre än 4,5 × 1016 år. Denna nuklid sönderfaller dock radioaktivt till hafnium eller volfram med en halveringstid av bara cirka åtta timmar.

## Olika slag av isomeri
Man har funnit tre huvudsakliga slag av isomerer. Sorterna kan också kombineras så att en nuklid uppvisar mer än ett slags isomeri.
- Spinn-isomerer. 1936 kunde den tyske fysikern Carl Friedrich von Weizsäcker ge en första förklaring av fenomenet isomeri. Han visade att övergångar mellan två energinivåer kan försvåras – göras mindre sannolika – om de medför stora spinn-förändringar, i synnerhet om skillnaden i energi är liten. Detta leder då till förlängd halveringstid hos isomeren. Den gammastrålning som sänds ut vid övergången bär med sig skillnaden i spinn mellan de två nivåerna.
- K-isomerer. På 1950-talet upptäckte man att atomkärnor kunde vara icke-sfäriska. Kvanttalet K anger då kärnans rörelsemängdsmoment relativt symmetriaxeln. Olika K innebär olika energinivåer och därmed möjlighet till metastabila tillstånd.
- Form- eller fissions-isomerer. 1962 upptäcktes ett tredje slag av isomeri; en kraftigt deformerad kärna (långsmal ellipsoid) kan övergå till sfärisk form och därmed få lägre energi. Övergången försvåras av att den kräver att enskilda nukleonbanor ändras. Alternativt kan kärnan de-exciteras genom att den klyvs, fission.

## Praktisk användning av isomerer
Den vanligaste nukliden som används vid medicinsk radiologi är en isomer, 99mTc (Teknetium) med en halveringstid av sex timmar. Ämnet förekommer ytterst sparsamt i jordskorpan men det 99mTc som används vid sjukhus produceras på plats genom sönderfall av 99Mo (Molybden).
Man har länge hoppats kunna använda isomerer också på andra sätt; som ett sätt att lagra energi, för att skapa en gamma-laser, för att skapa en bomb. Det ännu ovisst om det kommer att lyckas. Det anses i så fall ligga mycket långt framåt i tiden. Problemet har gällt att hitta eller till en rimlig kostnad skapa en isomer som kan de-exciteras utan att man måste använda en stor och dyr partikelaccelerator. 1998 uppgav en forskargrupp i USA att man lyckats framkalla de-excitering av isomeren 178m2Hf (Hafnium) med hjälp av röntgenstrålning, men många andra forskare tvivlade starkt och ingen har lyckats att upprepa resultatet.